# Punta dell'Orso
La Punta dell'Orso (1.906 m s.l.m.) è una montagna delle Alpi del Monginevro nelle Alpi Cozie. Si trova in Piemonte (Città metropolitana di Torino).

## Caratteristiche

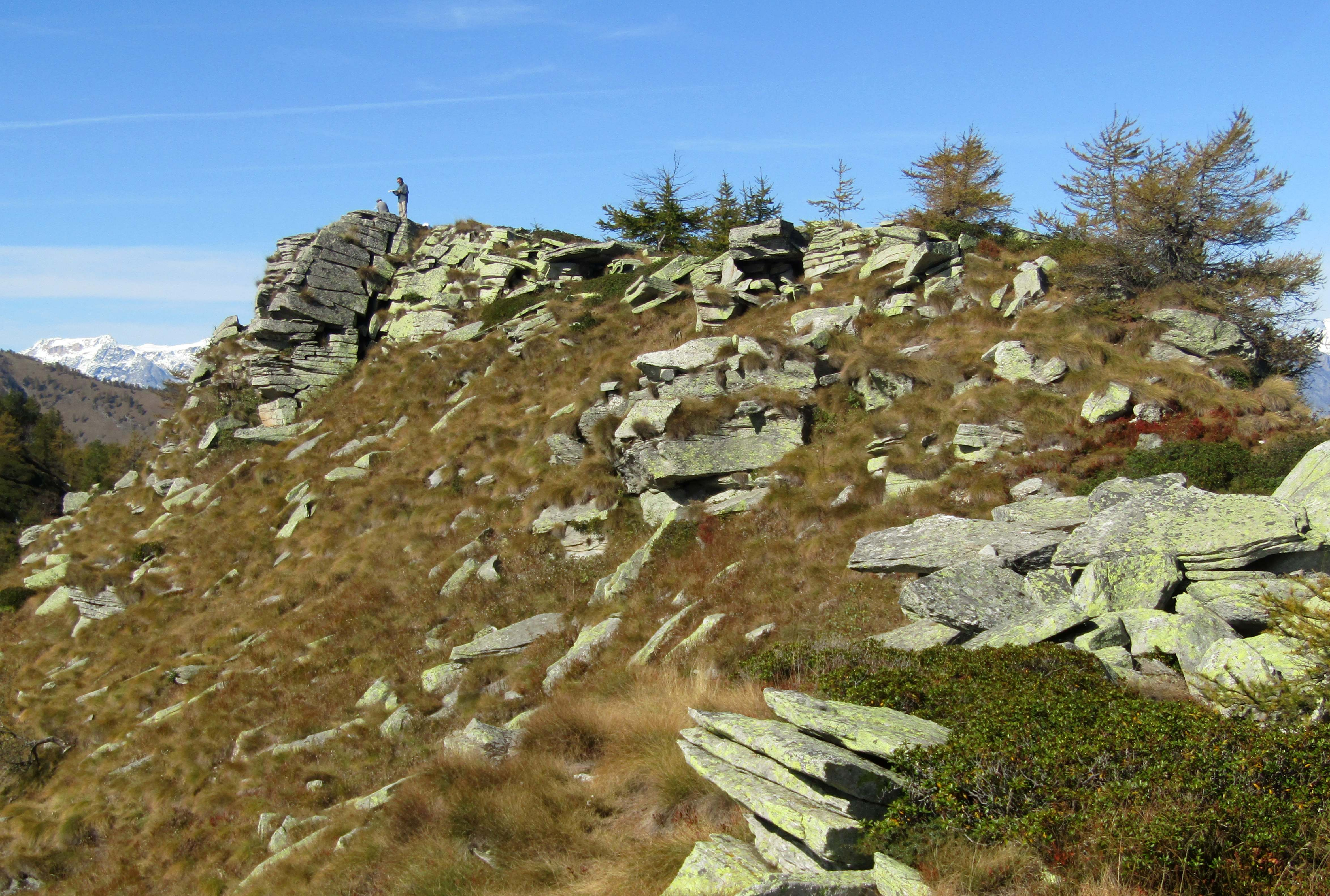
Vista da est

La montagna è collocata lungo lo spartiacque tra la Val Susa e la Val Sangone, sul fianco settentrionale della valle del Sangonetto (Val Sangone). A ovest il Pian dell'Orso la separa dal Monte Salancia, mentre a est lo spartiacque procede con il Monte Luzera, Pian Bergart e il Colle Ben Mulè. La montagna è quotata ma non nominata sulla tavoletta in scala 1:25.000 pubblicata dall'IGM. Il punto culminante è segnalato da una piccola croce di vetta. La sua prominenza topografica è di 54 m.

## Salita alla vetta

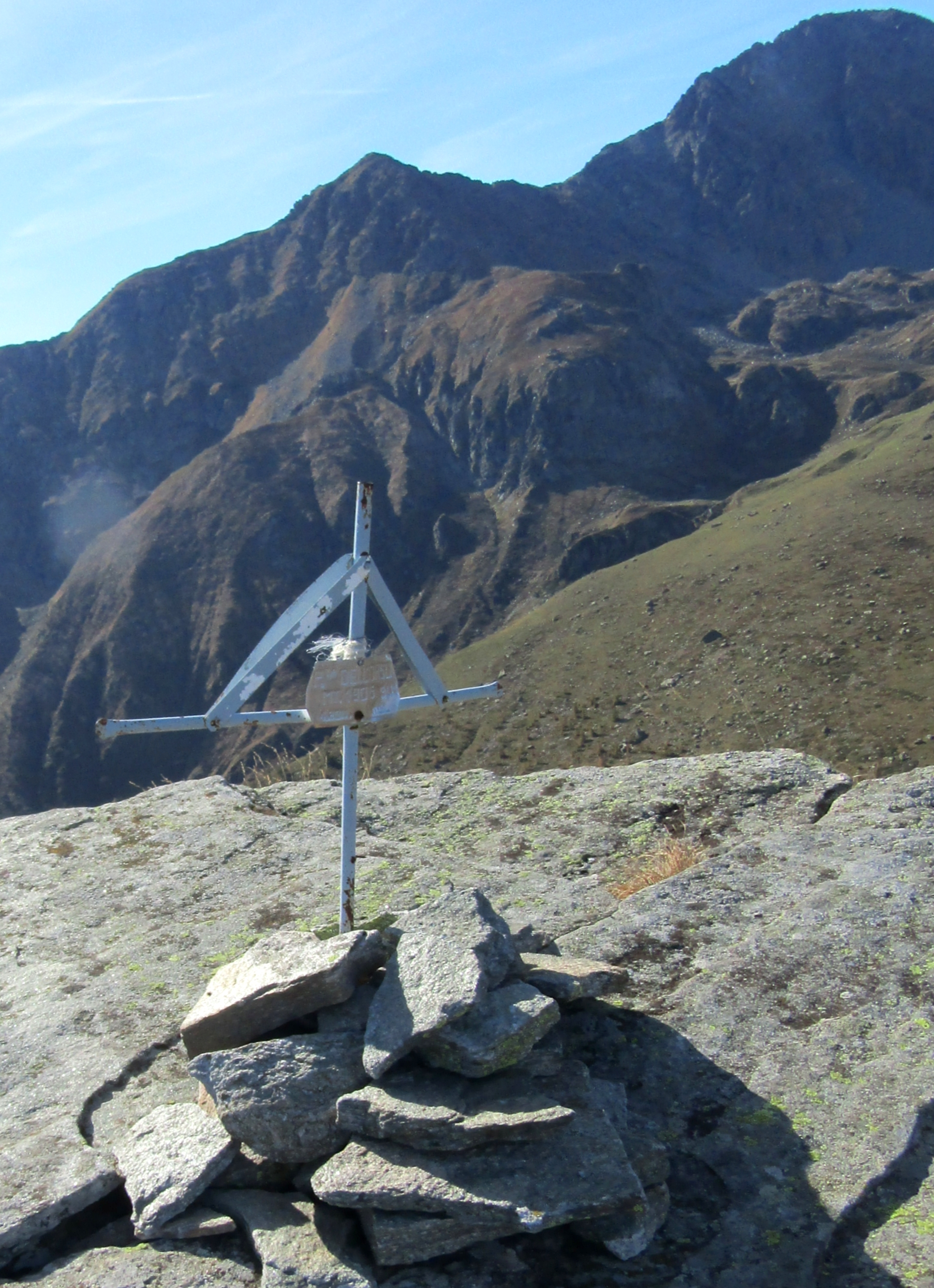
La croce di vetta

La Punta dell'Orso può essere raggiunta per un sentierino di cresta che parte dal Pian dell'Orso; la salita è valutata di difficoltà E. Il sentiero dei Franchi ne evita invece la sommità aggirandola sul lato Val Sangone.

## Protezione della natura
La montagna si trova all'interno del Parco naturale Orsiera - Rocciavrè.